# Бжозовець (Опольське воєводство)
Бжозовець (пол. Brzozowiec) — село в Польщі, у гміні Намислув Намисловського повіту Опольського воєводства.
Населення — 309 осіб (2011).

## Демографія
Демографічна структура станом на 31 березня 2011 року:
|          | Загалом | Допрацездатний вік | Працездатний вік | Постпрацездатний вік |
| -------- | ------- | ------------------ | ---------------- | -------------------- |
| Чоловіки | 156     | 35                 | 104              | 17                   |
| Жінки    | 153     | 27                 | 89               | 37                   |
| Разом    | 309     | 62                 | 193              | 54                   |